# Lanzennasen
Die Lanzennasen (Phyllostominae) sind eine Fledermausgruppe, die systematisch als Unterfamilie der Blattnasen eingeordnet werden. Diese Gruppe umfasst rund 35 Arten in 16 Gattungen, die allesamt auf dem amerikanischen Kontinent leben.

## Beschreibung
Namensgebendes Merkmal der Lanzennasen ist das große, oft schwert- oder lanzenförmige Nasenblatt, das besonders bei den Schwertnasen ausgeprägt ist. Die Ohren sind bei vielen Arten ebenfalls stark vergrößert, zusätzlich weisen sie oft Querrillen und einen spitzen Tragus (Ohrdeckel) auf. Diese Merkmale dienen alle dem Senden oder Empfangen von Ultraschalllauten, mit denen sie sich orientieren und ihre Beute finden. Der Schwanz ist meist lang und das Uropatagium (die Flugmembran zwischen den Beinen) vergrößert. Ihr Fell ist meist gräulich oder braun gefärbt, die Unterseite ist heller, manchmal sogar weißlich. Erhebliche Unterschiede gibt es in der Größe: Die Große Spießblattnase oder die Eigentliche Lanzennase zählen zu den größten Fledermäusen weltweit, sie erreichen eine Kopfrumpflänge von bis zu 14 Zentimetern und ein Gewicht von 150 bis 200 Gramm. Viele Arten sind hingegen klein, Tiere der Gattung Micronycteris oder die Langbeinfledermaus  erreichen nur Kopfrumpflängen von vier bis sechs Zentimetern und ein Gewicht von oft nur vier bis zehn Gramm.

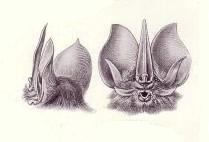
Kopf der Schwertnase (Lonchorhina aurita)

## Verbreitung und Lebensweise
Lanzennasen leben in Amerika. Die meisten Arten sind dabei auf Mittel- und Südamerika beschränkt, lediglich die Großohrfledermäuse kommen auch im Süden der USA und auf den Großen Antillen vor. Diese Fledermäuse bewohnen eine Vielzahl von Lebensräumen, man findet sie sowohl in trockenen Wüstenregionen, in Grasländern wie auch im subtropischen und tropischen Regenwald. Sie sind wie die meisten Fledermäuse nachtaktiv, tagsüber schlafen sie – zum Teil in großen Gruppen – in Höhlen, hohlen Baumstämmen und menschengemachten Behausungen wie Bergwerken, Tunneln oder Gebäuden.
Lanzennasen sind in der Regel Allesfresser. Während die kleineren Arten sich vorwiegend von Insekten und Früchten ernähren, nehmen große Arten (wie die Große Spießblattnase oder die Fransenlippenfledermaus) zusätzlich auch Wirbeltiere zu sich, darunter andere Fledermäuse, Beutelratten, Nagetiere, Vögel, Echsen und Frösche.

## Systematik
Die Lanzennasen werden in der traditionellen Systematik als Unterfamilie der Blattnasen (Phyllostomidae) eingeordnet, einer formenreichen Fledermausgruppe, zu der unter anderem auch die Vampirfledermäuse gehören. Diese Gruppe kann in folgende Gattungen eingeteilt werden:
- Großohr-Wollfledermaus (Chrotopterus auritus)
- Großohrblattnasen (Macrotus), zwei Arten
- Schwertnasen (Lonchorhina), vier Arten
- Langbeinfledermaus (Macrophyllum macrophyllum)
- Micronycteris, acht Arten
- Haarnasenfledermäuse (Mimon), vier Arten
- Peters Spießblattnase (Phylloderma stenops)
- Eigentliche Lanzennasen (Phyllostomus), vier Arten
- Tonatia, zwei Arten
- Lophostoma, sieben Arten
- Fransenlippenfledermaus (Trachops cirrhosus)
- Große Spießblattnase (Vampyrum spectrum)
- Glyphonycteris
- Lampronycteris
- Neonycteris
- Trinycteris